# Пригоди кота Викрутаса
Пригоди Кота Викрутаса — український багатосерійний анімаційний телесеріал. Перший широкомасштабний анімаційний проект студії «Арт-Відео». Створений за підтримки торгової марки «КОМО».

## Сюжет
Головний герой серіалу кіт Викрутас разом зі своїм помічником потрапляє у дивовижні пригоди, під час яких розповідає різноманітну пізнавальну інформацію. Викрутас з помічником мандрують по землі, у морських глибинах, таємничих печерах і навіть у далекому космосі. Для оригінальних тем сюжетів характерним є ненав’язливий моральний і виховний підтекст, який легко сприймається дітьми.

## Персонажі
- Кіт Викрутас
- Око (Помічник Викрутаса)

## Трансляція
Трансляція відбувалася на телеканалі ТЕТ (2005 — 2007 роки).